# Škoda Octavia (1996)
Az első generációs alsóközéposztályú Škoda Octaviát a cseh autógyártó, a Škoda Auto gyártotta 1996-tól 2010-ig. Nevét az eredeti 1959 és 1971 között gyártott modellről kapta. A jelenlegi Octavia elérhető 5 ajtós liftback, valamint kombi kivitelben. Az ötajtós modellnek is nagy (530 literes), könnyen pakolható csomagtartója volt, hiszen a csomagtartóval együtt nyílt a hátsó szélvédő is.
A modell ugyanarra a Volkswagen Group platformra épül, mint a Volkswagen Jetta. A mai napig két generációt élt meg a modell.
Három felszereltségi szint közül lehetett választani LX-GLX-SLX, ahol az LX az alap, míg az SLX a legnagyobb felszereltséget jelentette. A három felszereltségi szintet 2000 után a Classic, Ambiente, Elegance váltotta fel. Nagy teljesítményű variánsát RS vagy vRS-nek hívják, ezen felül volt egy ritka, de különleges luxuskiadás, mely a Laurin & Klement elnevezést kapta.

## Története
Az első generációs Octávia 1996 novemberében jelent meg, és a Mladá Boleslav-i modernizált Škoda gyárban gyártották.
2000-ben az első generációs modell ráncfelvarráson esett át, és bizonyos piacokon, mint például Magyarországon is, elérhető maradt, miután 2004-ben a második generációs modell megjelent. Magyarországon, és más nyugat-európai országban, Octavia Tour néven volt elérhető, míg a második generációs modell Octavia nevén futott. Más piacokon megmaradt az Octavia név, helyette az új modellnek az „új Octavia”, Octavia5 vagy Laura nevet adták.

## Ráncfelvarrott modell
A legfőbb fejlesztései a részlegesen felújított modellnek a független hátsó felfüggesztése és a továbbfejlesztett belső tér, ami mind a térkínálatban, a formatervezésben és az anyagok minőségében mutatkozott. Emellett már elérhető volt négykerékmeghajtással is.

## Verziók

### 4x4
A ráncfelvarrott Octavia elérhető volt négykerékmeghajtással mind a kombi és a liftback modellekben, ezt Haldex Traction típusú tengelykapcsoló használatával érték el, úgy mint több más Volkswagen Group A platformra épülő autók (Golf IV, Audi A3 és a SEAT León Cupra R4) esetében. Nagyobb hasmagassága és növelt, 63 literes üzemanyaganyag-tartálya volt, míg az elsőkerék-meghatásúnak csupán 55 literes. A négykerékmeghajtást csak a hatsebességes, 100 lóerős 1.9 TDI-PD dízellel vagy ötsebességes váltóval, az 1,8 literes, 150 lóerős benzines turbómotorral, a 2,0 literes 115 lóerős benzinmotorral, az 1,9 TDI 90 lóerős dízelmotorral volt elérhető. Emellett még a 131 lóerős 1,9 TDI-PD dízelt is kínáltakt hatsebességes váltóval, de ez csak elsőkerék-meghajtással lehetett kérni.

### RS
Az RS volt a legerősebb típus. Az 1,8 literes, soros négyhengeres, turbófeltöltésű motor 180 lóerőt volt képes leadni. 2003-tól kombi kivitelben is elérhető volt az RS modell. Ezen felül kiadtak egy 100 darabos WRC limitált kiadást, ami abban különbözött a sima RS Octaviáktól, hogy fehér rallyfestést és egyedi fehér 17’’ „spyder” könnyűfém felnit kapott, és olyan extrái voltak, mint az ESP, xenon fényszórók, fűthető első ülések.

### Laurin & Klement
Luxuskivitelű limitált kiadású modell, aminek a szériatartozékai voltak többek között a bőrkárpittal bevont, fűthető ülések, a blokkolásgátló (ABS), az elektronikus kipörgésgátló (ASR),az  oldalsó és első légzsákok. Emellett a műszertábla az előző vörös helyett már zöld színnel világított.

## Rendőrjárműként való használatuk

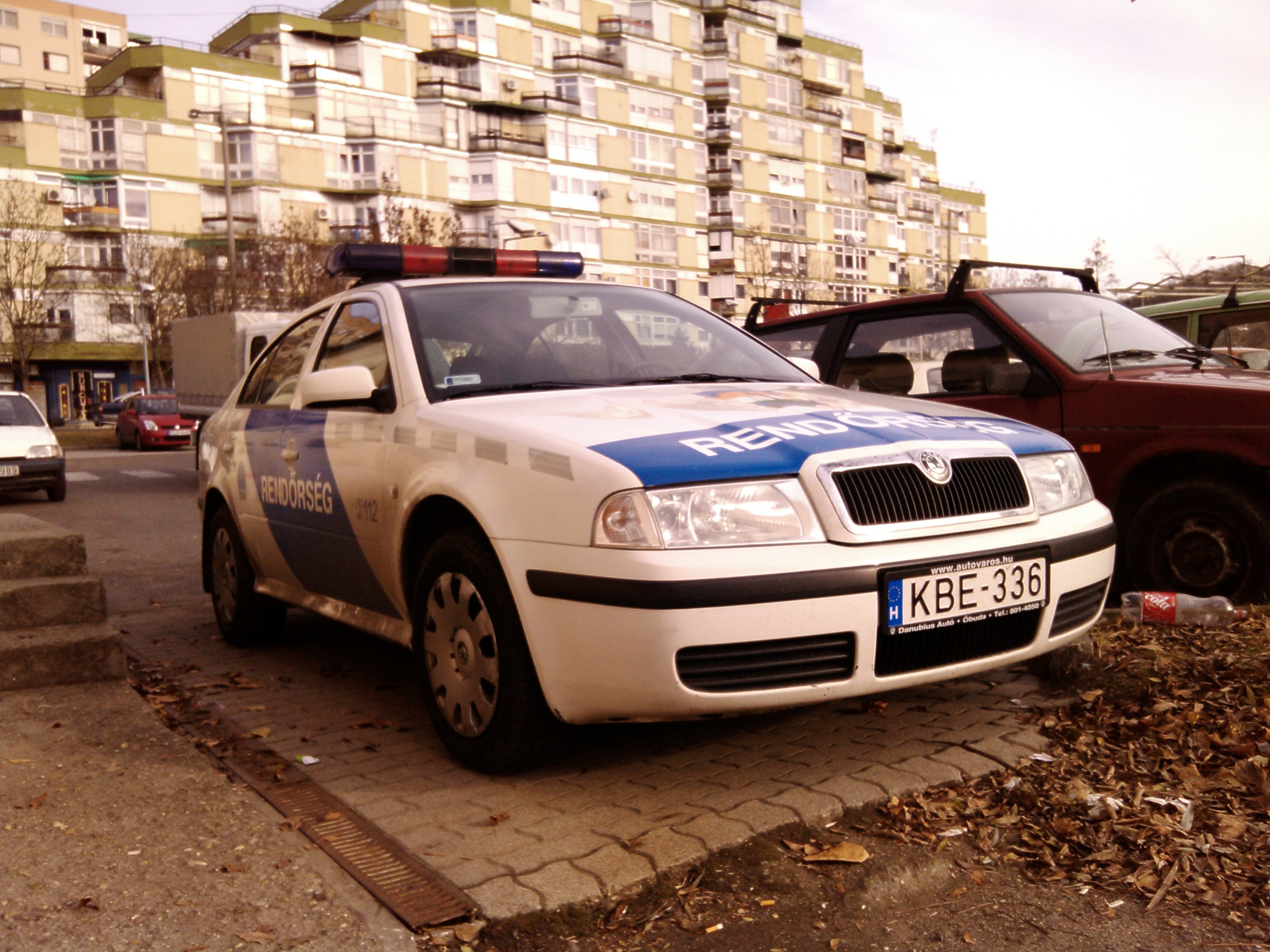
Rendőrjármű 5 ajtós kivitelben

Magyarországon a nagy csomagtér (528 liter), az alacsony ár, és a megbízhatóság miatt sok Octaviát használnak a rendőrök. A járművek korának köszönhetően jelenleg egyre kevesebb első generációs Octavia teljesít szolgálatot. A rendőrségnél megtalálható a sportosabb vRS változat is.
Járőrözésre és a városi feladatokhoz megerősített és megemelt futóművel szerelt, soros négyhengeres, 1,6 literes benzinmotorost használnak. Ez 102 lóerő teljesítményt (5600 fordulat/percnél) és 148 Nm forgatónyomatékot (3800 fordulat/percnél) képes leadni. Álló helyzetből 100 km/h-ra 11,8 másodperc alatt gyorsul fel.
Az autópálya-rendőrség számára egy gyorsabb modellre volt szükség. Ez a modell egy specifikációban a gyárival megegyező vRS típus, azaz a motorja 1,8 literes turbófeltöltős, ami akár 180 lóerő leadására képest, végsebessége 235 km/h, és 0–100 km/h-ra 7,9 másodperc alatt gyorsul fel.

## Az Octavia gumiabroncsai
Az Octaviára való gumiabroncsok a modelltől függően 175 80 R14 88 T és 225 40 R18 92 Y között helyezkednek el. Az autóra gyárilag nem szerelnek fel lépcsőzetes abroncsokat, így az azokban ajánlott gumiabroncsnyomás mind a négy kerékre 1,9-től 2,7 barig terjedhet modelltől függően.

## Képgaléria

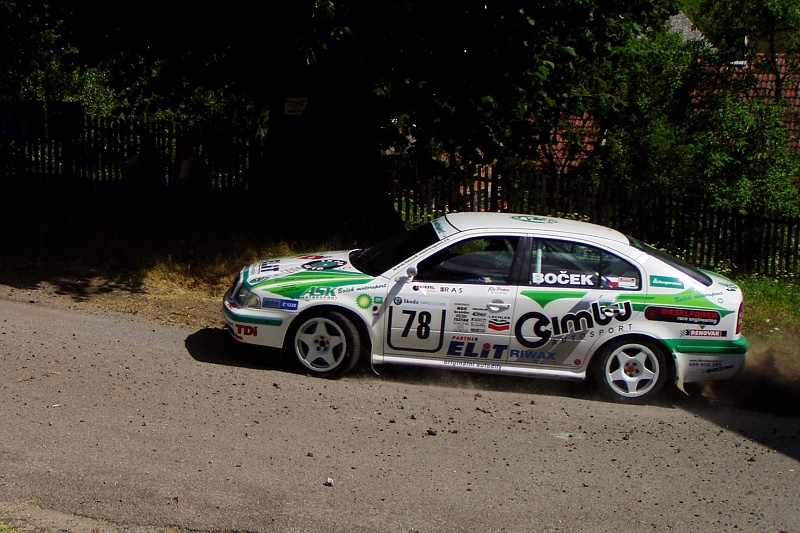
Škoda Octavia TDI Rally
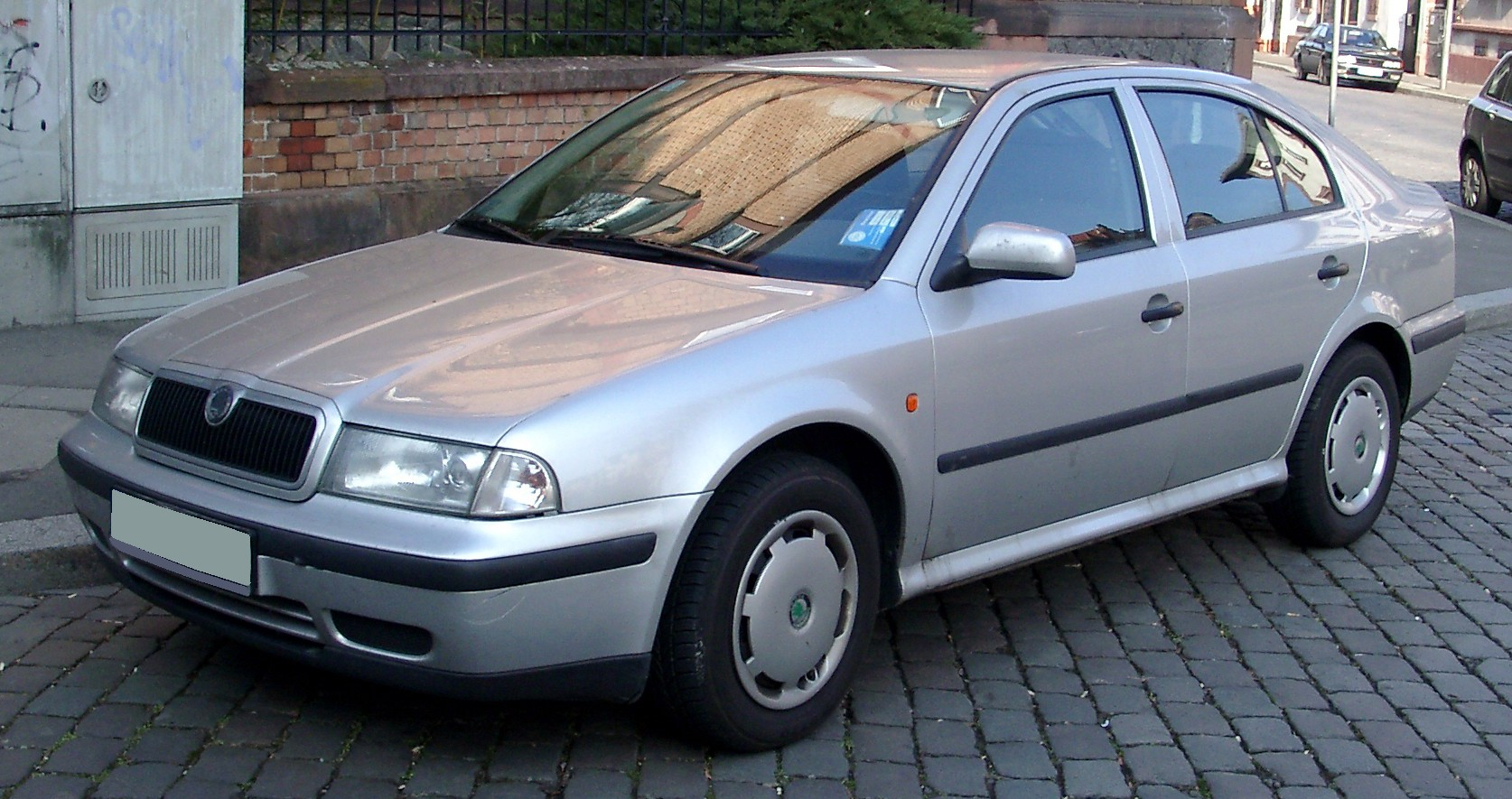
Ráncfelvarrás előtti, 5 ajtós
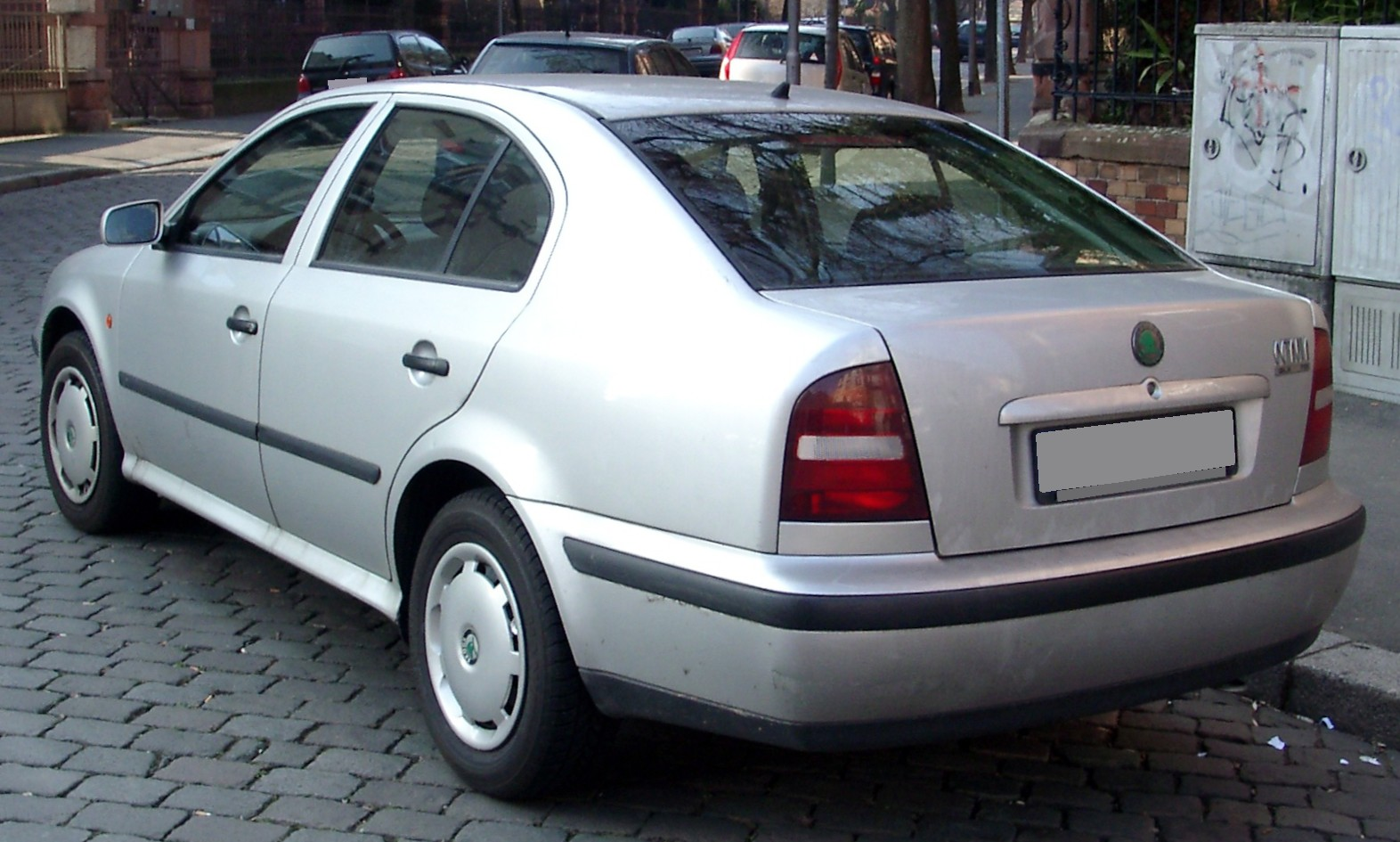
Ráncfelvarrás előtti, 5 ajtós
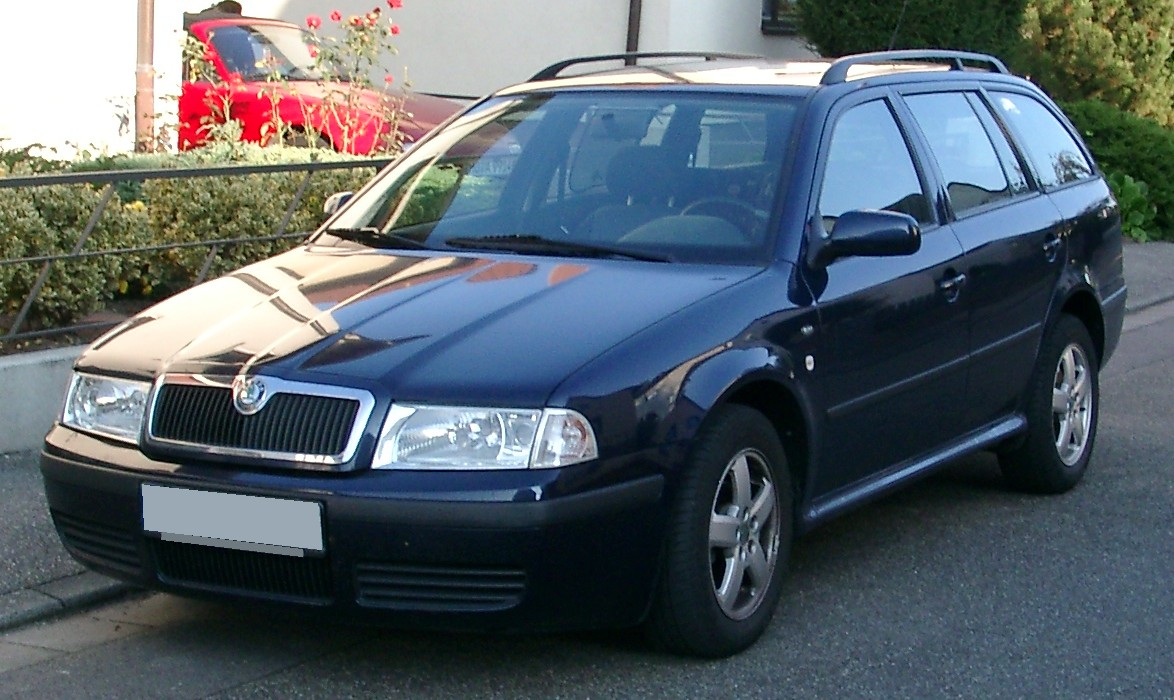
Ráncfelvarrott kombi
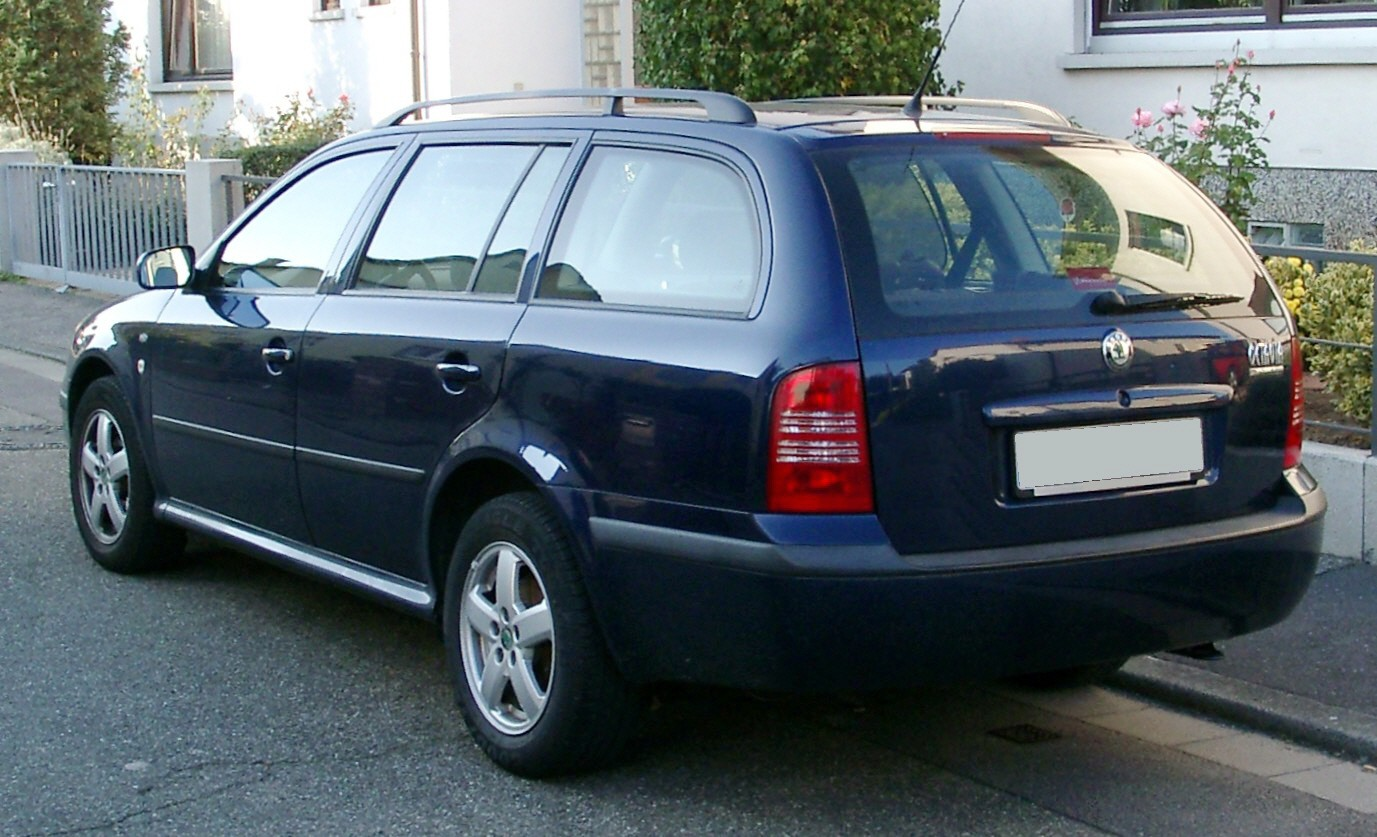
Ráncfelvarrott kombi
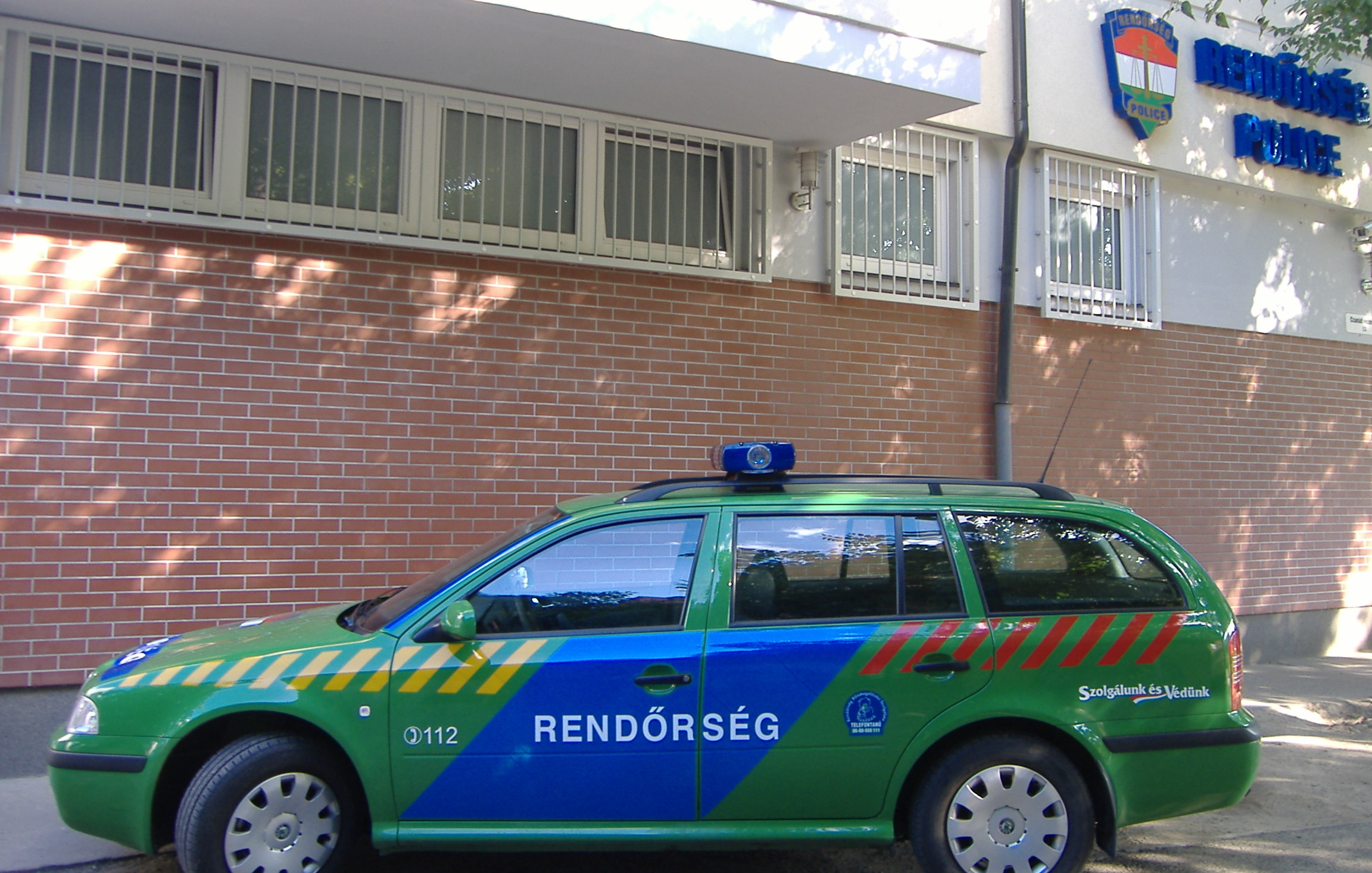
Volt határőr kombi
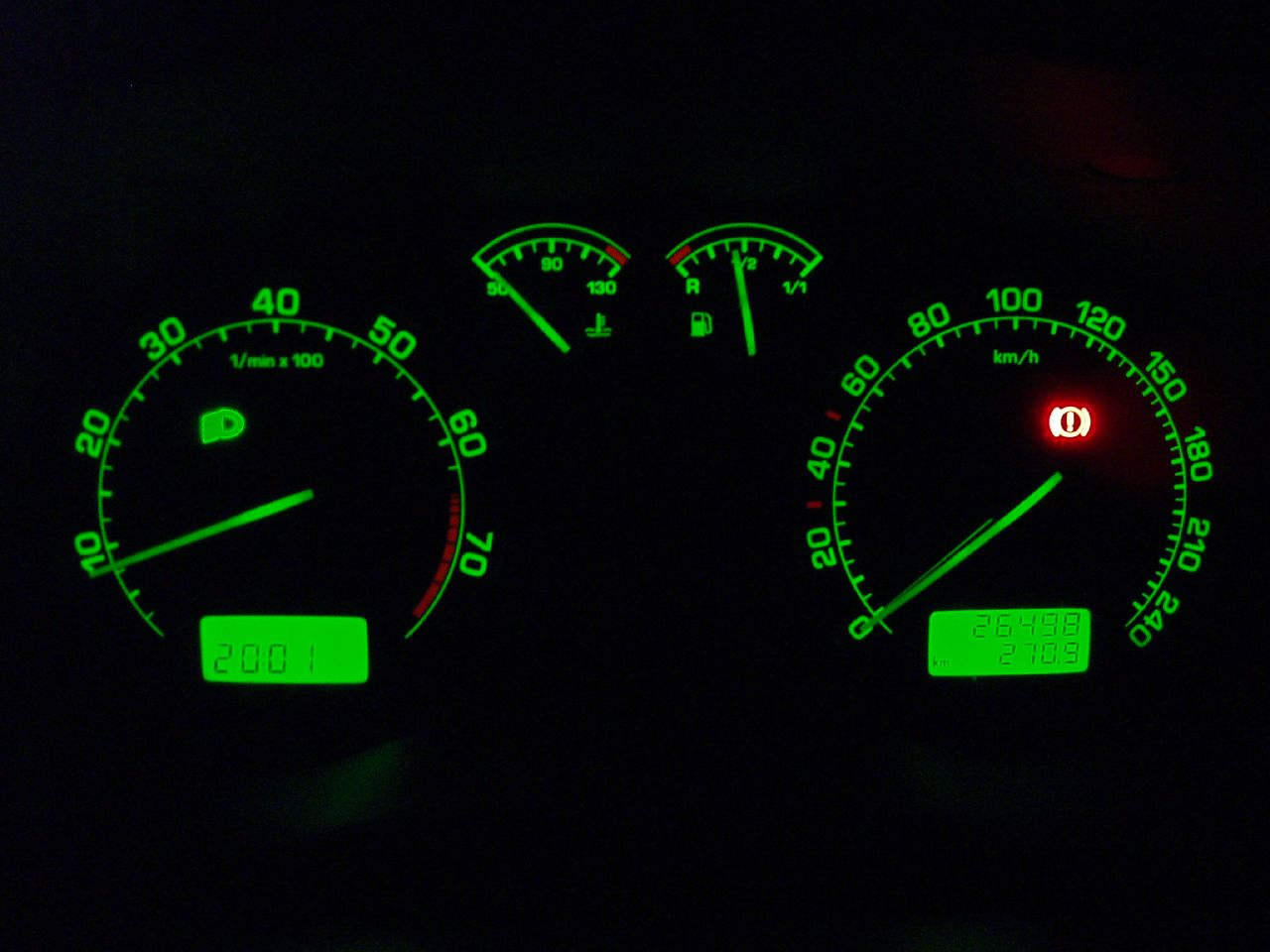
Műszerfal

| GALÉRIA |
| --- |
| - Škoda Octavia TDI Rally - Ráncfelvarrás előtti, 5 ajtós - Ráncfelvarrás előtti, 5 ajtós - Ráncfelvarrott kombi - Ráncfelvarrott kombi - Volt határőr kombi - Műszerfal |

## Fordítás
- Ez a szócikk részben vagy egészben  a(z)   Škoda Octavia című angol Wikipédia-szócikk ezen változatának fordításán alapul.  Az eredeti cikk szerkesztőit annak laptörténete sorolja fel. Ez a jelzés csupán a megfogalmazás eredetét és a szerzői jogokat jelzi, nem szolgál a cikkben szereplő információk forrásmegjelöléseként.